# 60-та ракетна дивізія (РФ)
60-та ракетна Таманська ордена Жовтневої Революції, Червонопрапорна дивізія імені 60-річчя СРСР (військова частина 89553) — дивізія в складі 27-ї гвардійської ракетної армії Ракетних військ стратегічного призначення, розташована в ЗАТО Свєтлий Татищевського району Саратовської області.
У складі дивізії 10 ракетних полків, частини спеціальних військ й тилу, аеродром Татищеве. Позиційні райони дивізії розташовані в правобережних районах Саратовської області: Татищевському, Аткарському, Петровському, загальною площею 7 тисяч квадратних кілометрів.

## Історія
Дивізія була сформована з 28 травня по 1 вересня 1961 року у Біробіджані на основі частин 229-ї винищувальної авіаційної Таманської Червонопрапорної дивізії через реорганізацію Збройних Сил СРСР, відповідно до Закону Верховної Ради СРСР «Про нове значне скорочення ЗС СРСР», від 15 січня 1960 року всі регалії й почесні найменування 28 травня 1961 року передані у знов сформовану 60-ту рд. Історії героїв 46-го гвардійського нічного бомбардувального авіаційного полку присвячені стенди на території військового містечка дивізії.
15 січня 1962 року дивізія заступила на бойове чергування, озброєна ракетними комплексами першого покоління з ракетами Р-12 (8К63). 31 жовтня 1962 року дивізії було вручено Бойовий прапор з орденом Червоного Прапора й грамота.
У 1964 році дивізія була передислокована у селище Татищеве Саратовської області. З 1965 року дивізія входила до бойового складу новосформованого 18-го окремого ракетного корпусу (Оренбург). 8 червня 1970 року передана до бойового складу 27-ї гвардійської ракетної Вітебської Червонопрапорної армії.
Указом Президії Верховної Ради СРСР від 21 лютого 1978 року за досягнуті успіхи в бойовій і політичній підготовці, освоєння нової бойової техніки та через 60-річчя РА і ВМФ дивізія була нагороджена орденом Жовтневої революції.
У 1982 році наказом МО СРСР від 17 грудня 1982 року № 0229 за успіхи в бойовій і політичній підготовці й через 60-річчя СРСР дивізії було присвоєно іменне найменування — «імені 60-річчя СРСР».
30 грудня 1998 року один з ракетних полків дивізії під командуванням полковника Петровського Ю. С. першим у РВСП заступив на бойове чергування з новим ракетним комплексом п'ятого покоління «Тополя-М».

## Командири

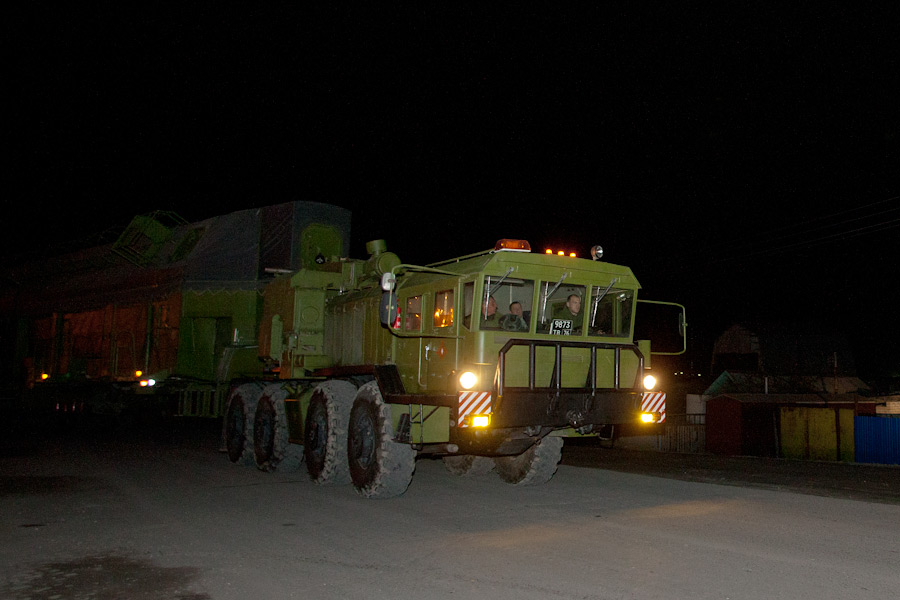
Транспортування і завантаження в шахту міжконтинентальної балістичної ракети ракетного комплексу 5-го покоління РТ-2ПМ2 «Тополя-М»

- 1961—1963 рр. генерал-майор Сєвєрв Леонід Сергійович
- 1963—1974 рр. генерал-майор Коваленко Віктор Леонідович
- 1974—1981 рр. генерал-майор Лопатін Микола Якович
- 1981—1986 рр. генерал-майор Касьянов Олексій Олександрович
- 1986—1989 рр. генерал-майор Макаровський Юрій Михайлович
- 1989—1991 рр. генерал-майор Чилікін Станіслав Миколайович
- 1991—1993 рр. генерал-майор Яковлєв Володимир Миколайович
- 1993—1997 рр. генерал-майор Кононов Юрій Євгенович
- 1997—2001 рр. генерал-майор Кавєлін Юрій Миколайович
- 2001—2009 рр. генерал-майор Кіриллов Володимир Олександрович
- 2009—2011 рр. полковник Дерявко Олександр Васильович
- 2011—2012 рр. — полковник Логінов Андрій Геннадійович
- 2012—2014 рр. генерал-майор Михолап Леонід Олександрович
- з 4 грудня 2014 року — генерал-майор Баїтов Михайло Валерійович

## Склад
- управління

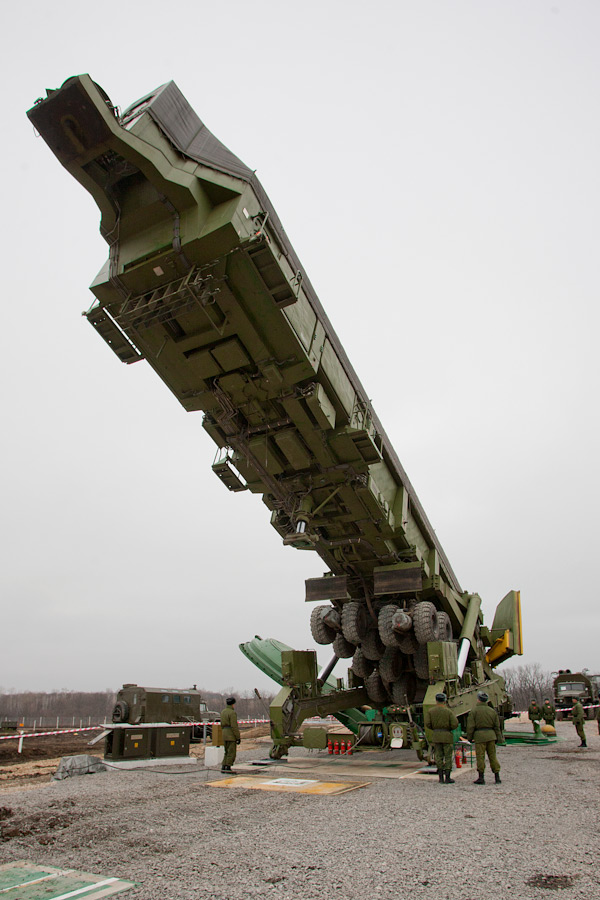
Завантаження ракети в шахту

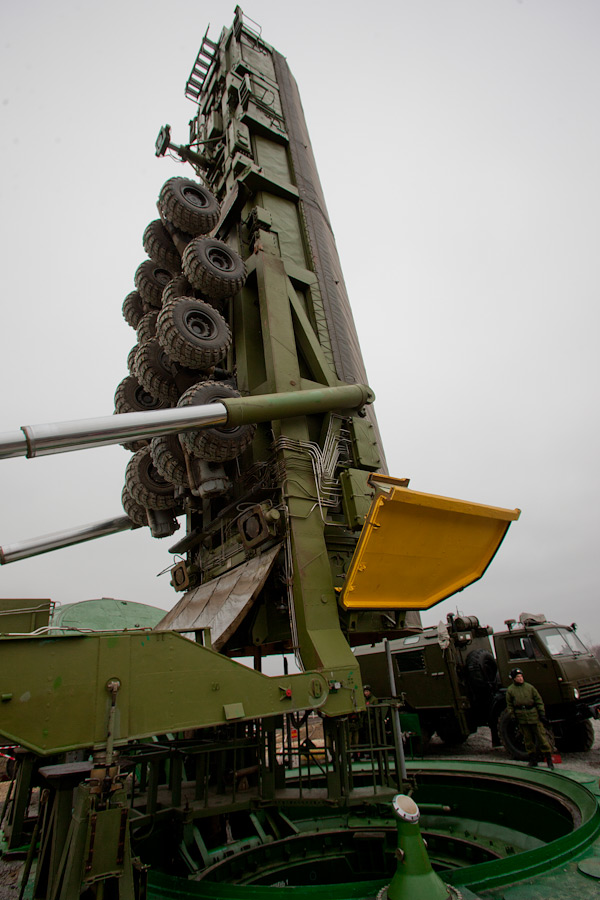

Станом на 2012 рік в складі дивізії перебувало 10 ракетних полків:
- 31-й ракетний полк (в/ч 97690)[2];
- 86-й ракетний полк (в/ч 95836)[3];
- 104-й ракетний Саратовський полк (в/ч 55555) — перший полк, переоснащений МБР «Тополя-М»[4];
- 122-й ракетний полк (в/ч 77980)[5];
- 165-й ракетний полк (в/ч 74838)[6];
- 203-й ракетний полк (в/ч 48205)[7];
- 271-й ракетний полк (в/ч 46186)[8];
- 626-й ракетний полк (в/ч 52636)[9];
- 649-й ракетний полк (в/ч 93412)[10];
- 687-й ракетний полк (в/ч 44158)[11].

Допоміжні частини:
- 2953-тя технічна ракетна база (ТРБ, в/ч 11981)[12];
- 842-га ремонтно-технічна база (РТБ, в/ч 68886)
- 164-й вузол комплексного технічного контролю (в/ч 89553-К);
- 123-тя станція фельд'єгерського-поштового зв'язку (в/ч 16225);
- Батальйон бойового забезпечення (ББЗ в/ч 89553);
- 59-та експлуатаційно-технічна комендатура (в/ч 63629);
- 271-ша польова автомобільна ремонтна майстерня;
- 8-й окремий медичний батальйон (в/ч 41527);
- 1707-й окремий батальйон охорони і розвідки (в/ч 42612) (з січня 2012 року переформовано на батальйон охорони і розвідки, скорочено кілька рот);
- 1445-й рухливий командний пункт військової частини 89553;
- 10-та окрема вертолітна ескадрилья (в/ч 28591) з 2011 року виключено зі складу дивізії.
- 3910-та база регламенту засобів бойового управління та зв'язку (в/ч 40225) — розформована
- Група регламенту і ремонту засобів бойового управління та зв'язку (в/ч 89553)
- 2964-та база тилового забезпечення (в/ч 89553-ц)
- Рухома автотранспортна майстерня (в/ч 89553-А)

Останні дві частини з жовтня 2011 року об'єднані у батальйон матеріально-технічного забезпечення (в/ч 89553-БМТЗ)

## Озброєння
12 серпня 1968 року перші частини дивізії заступили на бойове чергування на ракетному комплексі з ракетами УР-100 (РС-10, SS-11).
На озброєнні дивізії в різний час стояли шахтні ракетні комплекси УР-100, УР-100Н і УР-100Н УТТХ (за класифікацією НАТО SS-19 mod.1 Stiletto), а також РТ-23 УТТХ (SS-24), з 1997 року йде переозброєння дивізії на шахтний варіант РК РТ-2ПМ2 «Тополя-М» (не менше 48 пускових установок ракетного комплексу, на 2008 рік, 60 пускових установок на 2013 рік.
На 2017 рік в складі дивізії 60 ШПУ 15П765 з ракетою 15Ж65 і 40 ШПУ 15П735 з ракетою 15А35, а також 10 уніфікованих командних пунктів (6 15В222 і 4 15В52У).